# Fibercement
Fibercement eller Eternit (af latin: æternus, evig) er et byggemateriale, der særligt benyttes til tage og facader. Fibercement er et  robust og vejrbestandigt byggemateriale, der passer til alle typer facadebeklædning, byggeplader og tagbeklædning. Kombinationen af plast (PVA) fibre, cellulosefibre og cement skaber et let, holdbart, ikke-brændbart byggemateriale. 

## Historie
Eternit blev opfundet i slutningen af 1800-tallet af østrigeren Ludvig Hatschek. der blandede 90% cement og 10% asbest med vand, og herefter formende massen. Ludvig Hatschek patenterede sin opfindelse men havde ikke selv den fornødne kapital til at udvide produktionen og valgte derfor at udbyde produktionen under licens på andre markeder. Licensaftalen påbød producenterne at markedsføre produkterne under mærkevarenavnet Eternit.

## Asbest
Fabrikken i Aalborg fik tilladelse til at deponere affald langs fjorden. Da det i 1970'erne og 1980'erne blev klart, at asbest havde en række sundhedsskadelige egenskaber, blev brugen heraf forbudt i de fleste lande, herunder Danmark.
Eternit produceres i dag uden asbest og er et meget anvendt materiale i forbindelse med byggeri grundet materialets beskedne pris og vægt samt materialets brandhæmmende karakter.
Europa har 2 store producenter af fibercement: Etex Group og Swisspearl Danmark A/S (Cembrit), der tidligere hed Dansk Eternit.

## Reference
1. ↑  Hildebrandt, Sybille (24. marts 2023). "Inden ny Limfjordsforbindelse: Bunden af fjorden undersøges for asbest fra eternitplader". Ingeniøren.

 Der er for få eller ingen kildehenvisninger i denne artikel, hvilket er et problem. Du kan hjælpe ved at angive troværdige kilder til de påstande, som fremføres i artiklen.

- Wikimedia Commons har flere filer relateret til Fibercement